# 礒部王
礒部王（いそべおう、8世纪？—8世纪？），日本奈良時代的皇族。左大臣長屋王之孫，桑田王之子，官至从五位上内匠頭。

## 生平
聖武朝神龟六年（729年）長屋王之变爆发，其祖父長屋王、父亲桑田王遇害，礒部王据推测当时还是乳幼儿。
称德朝天平神護三年（767年），对无位諸王叙位，礒部王叙爵从五位下。神護景雲三年（769年）再任大監物。
光仁朝寶龜五年（774年）继承多治比長野，兼参河守，宝龟七年（776年）昇叙从五位上。宝龟九年（778年）担任内匠頭，参河守如故。

## 系譜
根据《本朝皇胤紹運録》
- 父：桑田王
- 母：不詳
- 妻：巨勢部女王（大坂王[2]或是大炊王（淳仁天皇?）之女・安倍内親王[3]）
  - 子：石見王

## 脚注
1. ↑  赤坂[2019: 50]
2. ↑  前田本《日本帝皇系图》附載〈高家系图〉
3. ↑  《系图纂要》